# توم آينس
توماس كريستوفر آينس (بالإنجليزية: Tom Ince)‏ (مواليد 30 يناير 1992 في ستوكبورت)، هو لاعب كرة قدم إنجليزي يلعب مع ريدنغ كلاعب وسط. مثّل منتخب إنجلترا لكرة القدم.

## المسيرة الاحترافية

### أندية لعب لها
- نادي ليفربول
- نادي بلاكبول
- هال سيتي
- ديربي كاونتي

## روابط خارجية
- توم آينس على موقع الاتحاد الأوربي (الإنجليزية)
- توم آينس على موقع قاعدة بيانات كرة القدم.إي يو (الإنجليزية)
- توم آينس على موقع ليكيب (الفرنسية)
- توم آينس على موقع Soccerbase.com (لاعب) (الإنجليزية)
- توم آينس على موقع Soccerway.com (الإنجليزية)
- توم آينس على موقع عالم كرة القدم.نت (الإنجليزية)
- توم آينس على موقع AS.com (الإسبانية)